# Georg Büchner
Karl Georg Büchner (Goddelau, ma Riedstadt része, 1813. október 17. – Zürich, 1837. február 19.) német drámaíró, a német realista drámairodalom meghatározó alakja. Schöpflin Aladár méltatása szerint: „Nagy intelligencia volt és született drámaíró, Kleist mellett a másik torzója a német irodalomnak.”

## Élete
Hesseni orvoscsaládból származott. 1825-1831 között a darmstadti gimnáziumban tanult. 1831-33 között Strasbourgban hallgatott természettudományokat, elsősorban zoológiát és összehasonlító anatómiát. Itt beleszeretett házigazdájának, Johann Jacob Jaeglé lelkésznek a lányába, Luise Wilhelminébe (Minna). Tanulmányait a giesseni egyetem orvosi szakán folytatta. Itt adta ki 1834-ben névtelenül a Hesseni Hírmondó című röpiratot August Beckerrel és Friedrich Ludwig Weidiggal közösen. Mivel a rendőrségi nyomozás bebizonyította Büchner szerzőségét, Strasbourgba menekült, ahol tovább folytatta orvosi tanulmányait, és németre fordította Victor Hugónak a Lucretia Borgia és Marie Tudor című drámáit. A „Mémoire sur le système nerveux du barbeau” (A márnák idegrendszeréről) című disszertációja nyomán a strasbourgi Természetrajzi Társaság tagjai közé fogadta. Ebben az évben írta meg a Leonce és Lénát és a Woyzecket. Októberben Zürichbe költözött, ahol az egyetemen filozófiai előadásokat tartott. 1837 februárjában tífuszban meghalt.

## Művei
- Hesseni Hírmondó (1834)
- Danton halála (1835), dráma
- Lenz (1835), novella
- Woyzeck (1836), dráma; első bemutatója 1913
- Leonce és Léna (1836), vígjáték; első bemutatója 1886

### Magyarul
- Danton halála / Válogatott írások; ford. Kosztolányi Dezső, Paulinyi Zoltán, Thurzó Gábor, szerk., bev. Walkó György; Új Magyar Kiadó, Bp., 1955 (A világirodalom klasszikusai)
- Danton halála; ford. Kosztolányi Dezső, utószó Veress Dániel; Irodalmi, Bukarest, 1968 (Drámák)
- Georg Büchner művei; ford. Kosztolányi Dezső et al., utószó Walkó György, jegyz. Fodor Géza; Európa, Bp., 1982
- Woyzeck; bev., ford. Kiss Csaba; in: Színház, 1999/máj.
- Georg Büchner összes művei; szerk., utószó, jegyz. Halasi Zoltán, ford. Halasi Zoltán et al.; Osiris, Bp., 2003 (Osiris klasszikusok) ISBN 963-389-366-6